# Fado Alexandrino
Fado Alexandrino är en roman av den portugisiske författaren António Lobo Antunes från 1983.
Den handlar om fyra veteraner från Portugals kolonialkrig i Moçambique som tio år senare återförenas och berättar om sina liv för en femte person som intar lyssnarens roll. Berättarstilen präglas av olika berättarperspektiv med inre monologer och växlar hela tiden mellan nutid och dåtid. 
Romanen är uppdelad i tre huvudavsnitt: Före revolutionen, Under revolutionen och Efter revolutionen och utspelar sig i Portugal omkring och efter den så kallade nejlikerevolutionen.

## Mottagande
"Jag slår igen denna bok andlös, nästan bedövad av den enorma språkliga och episka kraften. Ty Lobo Antunes förefaller att representera höjdpunkten i detta sekels europeiska modernism... Man skall vara försiktig med att använda ordet "mästerverk". Att denna roman utgör ett sådant tvivlar jag inte en sekund på". - Mats Gellerfelt i SvD